# Manlio Fabio Altamirano Flores
Manlio Fabio Altamirano Flores (Xalapa, Veracruz; 12 de octubre de 1892-Ciudad de México; 25 de junio de 1936) fue un político y abogado mexicano, miembro del Partido Nacional Revolucionario. De ideas y conceptos muy radicales, era anticlerical además de llegar a tener vínculos con el Partido Comunista Mexicano.

## Inicios en la política
Nació en Xalapa, Veracruz el 12 de octubre de 1892. Su padre era colaborador del Tribunal Superior de Justicia. Altamirano Flores fue maestro rural, con estudios de abogado, así como uno de los organizadores y dirigentes de núcleos obreros y campesinos más importantes del México posterior a la Revolución mexicana. Simpatizó con los grupos radicales de la Casa del Obrero Mundial. Siendo diputado, apoyó públicamente la reelección de Álvaro Obregón acompañándolo en su gira por los estados al lado de Aurelio Manrique y Antonio Díaz Soto y Gama. Pero, a la muerte de este, se vuelve muy cercano a Plutarco Elías Calles. En 1929 fue fundador y primer gerente del diario paraestatal El Nacional.

## Partido Nacional Revolucionario
Altamirano Flores entonces se convierte en uno de los principales fundadores del PNR, siendo parte de su Comité Organizador, en el que figuraban Calles, Aarón Sáenz, Luis L. León, Manuel Pérez Treviño, Basilio Vadillo, Bartolomé García Correa y David Orozco. Fue secretario de propaganda y publicidad del Partido Nacional Revolucionario (PNR). Durante la Convención del Partido Nacional Revolucionario de 1929 boicoteó la candidatura de Aarón Sáenz y al secretario de Hacienda, Luis Montes de Oca, con base en sus discursos. A pesar de ser leal a Calles, se opone a su proyecto de abolición de la reelección en el Congreso de la Unión, pues ya Altamirano había logrado 7 reelecciones para diputado y algunas otras para senador. Cuando la persecución comunista de 1929, Altamirano Flores aconsejó a Calles para que ésta disminuyera, optando por el diálogo, del que él mismo se hizo cargo con dirigentes del Partido Comunista Mexicano (PCM). 
Fue, a propuesta de Manlio Fabio Altamirano, que el artículo 3° de la Constitución Mexicana fue reformado para sustituir la educación laica, por la socialista. A pesar de su radicalismo, nunca se le vinculó con el grupo de Adalberto Tejeda Olivares; aunque sí era anticlerical y llegó a tener vínculos con el Partido Comunista Mexicano. A finales de 1935 se adhiere a la causa del general Lázaro Cárdenas. Aportó ideas radicales a la educación socialista del general Lázaro Cárdenas del Río, que fueron presentadas en su Plan Sexenal. Fue elegido senador de la república por el estado de Veracruz en 1934. 

## Asesinato
Ya electo gobernador de Veracruz, fue asesinado en el Café de Tacuba en la Ciudad de México el 25 de junio de 1936 mientras cenaba con su esposa. Fue asesinado por un hombre desconocido que logró escapar por las calles cercanas, pero el acto se le atribuye a la organización paramilitar La Mano Negra. Sobre el autor intelectual de su muerte se ha acusado se especula entre los miembros conservadores del gobierno estatal de Veracruz, el clero, que veía su campaña radical con desdén, pues Altamirano se había dedicado a conciliar las fuerzas de izquierda del Partido Nacional Revolucionario, el Partido Comunista Mexicano y el Partido Socialista de las Izquierdas, y a los partidarios de Miguel Alemán Valdés dado que ocupó el puesto como gobernador en lugar de Altaminarno Flores. La Mano Negra era un grupo de sicarios que trabajaba para terratenientes, caciques y empresarios de Veracruz cercanos a Alemán Valdés.
Se encuentra sepultado en el Panteón de Dolores de la Ciudad de México.

## Honores
El municipio de Purga, hoy Manlio Fabio Altamirano en Veracruz lleva en honor su nombre.